# 希奧利艾縣
希奧利艾縣是立陶宛十个县份之一，位於該國北部。面積8,537平方公里，人口261,452（2020年）。首府希奥利艾。2010年7月1日，立陶宛撤销了县级行政机构，从此希奧利艾縣仅保留为领土及统计单位。

## 市镇
希奧利艾縣内有7个市镇：
- 阿克梅內區
- 約尼什基斯區
- 凱爾梅區
- 帕克魯奧伊斯區
- 拉德維利什基斯區
- 希奥利艾市
- 希奧利艾區